# Чорт із портфелем
«Чорт із портфелем» — радянський фільм режисера Володимира Герасимова, знятий на кіностудії Мосфільм у 1966 році.
Молодий працівник газети, Макаров, пише фейлетон про недбальство в колгоспі. Але притягнути кого-небудь до відповідальності виявляється дуже важко, бо в кожного знаходиться виправдання.

## Сюжет
Перспективний і принциповий фейлетоніст обласної газети «Райдуга» Макаров, відвідавши міський ринок, бачить дуже різну картоплю. Одна гнила, а інша свіжа, бо надходить із різних колгоспів. Макаров спершу вирішує відвідати зразковий колгосп «Весна». Його голова Іванов вказує, що картопля псується через недбальство райзаготконтори, куди відправляють урожай. Начальнику райзаготконтори Федулову повідомляють про візит Макарова, і він, не чекаючи нічого хорошого, прямо з колгоспної вистави, в костюмі чорта, поспішає розібратися. Макаров пропонує колгоспникам «Весни» підготувати колективного листа в газету, де й розповісти про свої проблеми. Він також знайомиться з колгоспницею Машею, якій Макаров одразу сподобався.
Успіхи Макарова не лишаються непоміченими і його начальник Солдатов вирішує випробувати молодого колегу. Вдавши, що має термінову справу, Солдатов лишає Макарова виконувати свої обов'язки. Той намагається бути сумлінним і безкомпромісним. Однак, скоро стикається з безліччю дрібних проблем, які повинен вирішувати головний редактор. Починаючи немилозвучним заголовком у газеті, й закінчуючи проханням шофера відпустити його раніше на обід.
Федулов приносить Макарову хабар і виправдовується, що не може зберігати всю картоплю, бо колгосп перевиконав план удвічі. Він покладає вину на керівника обласної споживкооперації Жабіцького. Макаров задумується над його словами та наказує переписати фейлетон. Але слідом приходить Жабіцький і пояснює, що картопля псується через товариша Жагара, керівника промхарчоспілки. Той переводить вину на ще інших людей і щоразу Макаров переписує фейлетон.
Дружина Федулова бачить звинувачення Макарова й погрожує притягнути його до суду за наклеп. Прибиральниця переповідає суть Солдатову по-своєму: «Макаров з дівкою сплутався, хабарі бере». Макаров звинувачує колгоспників у тім, що вони перевиконують план. Почувши це, Маша ображається на нього. Солдатов повертається й запитує, хто винні. Макаров відповідає «ніхто». Тоді начальник робить висновок про «колективну безвідповідальність» і її й наказує критикувати.

## У ролях
- Микола Волков — журналіст Михайло Іванович Макаров
- Надія Румянцева — колгоспниця Маша Федорова
- Савелій Крамаров — колгоспний шофер Петя Лихов
- Лев Дуров — редактор газети Василь Петрович Солдатов
- Юрій Медведєв — начальник райзаготконтори Семен Семенович Федулов
- Павло Шпрингфельд — редактор Євген Євгенович
- Віра Івлєва — колгоспниця Нюра
- Марія Виноградова — журналістка Количева
- Костянтин Худяков — журналіст Пушніцин
- Владлен Паулус — журналіст Шишков
- Майя Булгакова — Віра Федулова
- Павло Винник — голова колгоспу «Весна» Іванов
- Олексій Смірнов — епізод (немає в титрах)
- Ніна Агапова — секретарка редакції
- Зоя Василькова — друкарка
- Юрій Волинцев — Корольов, начальник відомства
- Олександр Грузинський — літній складач
- Володимир Гуляєв — голова колгоспу «Зоря» Анатолій Кузьмич
- Маргарита Жарова — буфетниця Катя
- Юрій Кірєєв — зустрічальник на вокзалі
- Лідія Корольова — мама Маші
- Валерій Носик — складач
- Микола Парфьонов — товариш Жагар, керівник промхарчоспілки, відповідальний за вивезення урожаю
- Надія Самсонова — відвідувачка
- Павло Суханов — художник Устюгов
- Єлизавета Уварова — Павлівна, прибиральниця в редакції газети
- Леонід Довлатов — кавказець, продавець мандаринів
- Анатолій Дудоров — фотограф Марк
- Людмила Іванова — покупчиня картоплі на ринку
- Володимир Піцек — покупець картоплі на ринку
- Кларіна Фролова-Воронцова — бригадирка
- Дмитро Жабіцький — Жабіцький, керівник обласної споживкооперації
- Сергій Нечаєв — епізод